# Джемаль Тассев
Джемаль Тассев (амх. ጀማል ጣሰው ቡሽራ, 27 апреля 1989, Ауаса, Эфиопия) — эфиопский футболист, вратарь клуба «Волкайт Сити» и сборную Эфиопии.

## Карьера

### Клубная
Футбольную карьеру начал в «Ауаса Сити». Там же в 2009 году подписал свой первый профессиональный контракт. В 2010 году Джемаль присоединился к клубу «Дэдэбит», а с сезона 2012/2013 играет за «Эфиопиан Кафи». В 2010 году был признан лучшим игроком эфиопской Премьер-Лиги.

### Международная
Вызывался в сборную на Кубок КЕСАФА в 2010 году. Дебютировал в матче против Кении и сыграл 3 игры на турнире. В 2012 году сыграл ещё 2 матча за сборную: против Судана и Нигера.
Джемаль был удалён с поля на 35-й минуте матча КАН 2013 против Замбии.